# Льюїс Крокер — Хосе Фелікс
Бій Льюїс Крокер — Хосе Фелікс (англ. Lewis Crocker vs Jose Felix) — професійний 10-раундовий боксерський поєдинок між непереможеним британцем Льюїсом Крокером та мексиканцем Хосе Феліксом. Бій відбувся 27 січня 2024 року в Ольстер-Холі в Белфасті (Північна Ірландія, Велика Британія). На кону стояв титул WBO Inter-Continental у напівсередній вазі, проте здобути його міг лише Хосе Фелікс, оскільки Льюїс Крокер не вклався у ліміт ваги.
Льюїс Крокер здобув перемогу технічним нокаутом у п'ятому раунді.

## Передумови
Льюїс Крокер 18–0 (10 KO) провів свій останній бій 2 грудня 2023 року, коли здолав одностайним рішенням колишнього претендента на титул чемпіона світу Тайрона Маккенну (100–90, 98–924, 100–90). Загалом за попередній рік британець провів 4 поєдинки, у кожному з яких здобув перемогу.
Хосе Фелікс 41–6–1 (31 KO) в останньому своєму поєдинку здійснив апсет, коли здолав відмовою від продовження бою до цього непереможеного ірландця Гарі Каллі. До цього мексиканець боксував проти Сандора Мартіна, Ісаака Круса і Тайрона Маккенни, проте не зміг здолати жодного з них.

## Час початку
Трансляція мейнкарду розпочалася о 21:00 за київським часом, а головна подія — о 23:00.

## Траснлятори
Трансляція поєдинку пройшла на потоковому мультимедіа DAZN.

## Перебіг поєдинку
Протягом бою Крокер 2 рази відправляв Хосе Фелікса в нокдаун. Вперше, у четвертому раунді, мексиканець опинився на канвасі після удару по корпусу. Вдруге, у п'ятому раунді, Фелікс майже вилетів за межі рингу і рефері зупинив бій.